# Albertville, Alabama
Albertville là một thành phố thuộc quận Marshall, tiểu bang Alabama, Hoa Kỳ. Dân số năm 2009 là 20115 người, mật độ đạt 292 người/km².